# Ad Arma
Ad Arma (pseudoniem van Ad Robert Meerman), (Rotterdam, 23 juli 1954) is een Nederlandse beeldhouwer, graficus, schilder en glaskunstenaar. In zijn beginperiode werkte hij onder de naam ARM. Ad Arma is Latijn voor ‘te wapen’ of ‘ten strijde’.

## Leven en werk
Arma raakte als kind in kunst geïnteresseerd door het lezen van boeken en door een broeder op zijn kostschool die koperen voorwerpen klopte. Hij volgde zijn opleiding aan Artibus, Hogeschool voor de Kunsten Utrecht (1974-1979). Hij maakt gouaches, olieverf doeken, grafiek (etsen) en ruimtelijk werk zoals bronzen en keramische beelden en glasobjecten. Zijn vroege beeldhouwwerken zijn robuust, zijn latere werken veel ranker. Azië speelt een belangrijke rol in zijn werk. Zeventien jaar lang heeft hij in Nederland en Japan samengewerkt met de Japanse kunstenaar Jiro Inagaki. In zijn schilderijen laat hij zich inspireren door zijn reizen naar Japan, India, Nepal en andere landen in Azië en in 2008 door zijn reis naar Spitsbergen.
In 2021 werd hij uitgeroepen tot Briljanten kunstenaar van het jaar 2022.
Tijdloos werk maken! Niks te maken met tendensen. Ik ben de enige die bepaalt wanneer een werk af is, wat goed is en wat niet.
Niet het weglaten is de kunst, maar het toelaten (dan kun je altijd het weglaten nog toelaten…)

## Exposities
Behalve in Nederland heeft Arma tentoonstellingen, installaties en performances verzorgd in België, Slowakije, India, Japan, Hongkong en Macau. Geregeld reist hij ook naar India en Japan voor het geven van seminars aan jonge kunstenaars of om zelf inspiratie op te doen. In 2005 werd ter gelegenheid van zijn zilveren jubileum als zelfstandig kunstenaar het boek Ad Arma, een wolf op de drempel uitgegeven, met een overzichtspublicatie van zijn bronzen en grafiek en een essay over zijn werk en inspiratie. In 2007 werd hij verkozen tot kunstenaar van het jaar in Nederland. Hij ontving hiervoor een prijs van 10.000 euro en een reis naar Spitsbergen. Samen met Peer van Eeden vormt Ad Arma sinds 1986 het kunstenaarsduo A.P. Compaan.

## Fotogalerij

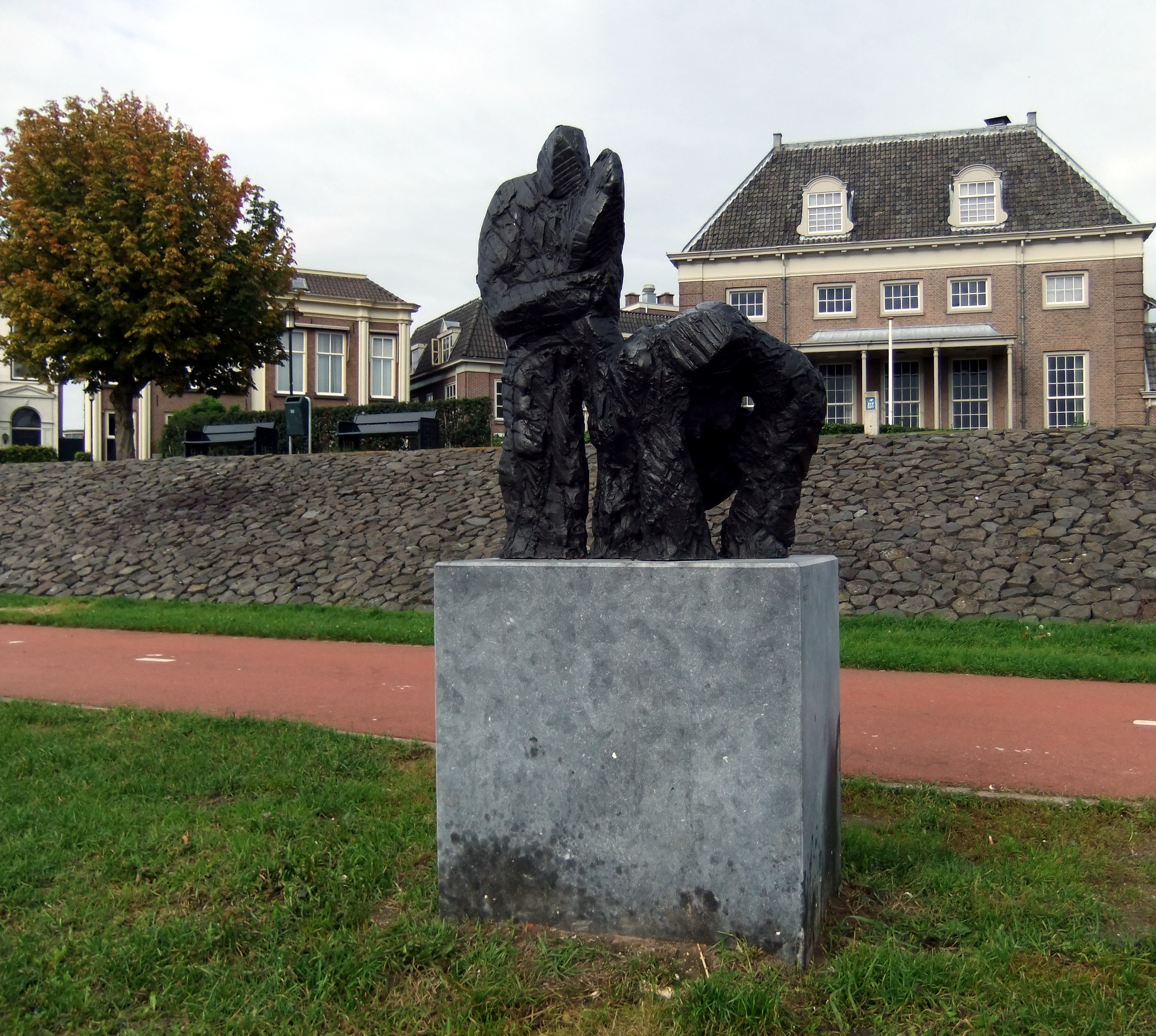
Familie (1986), Tiel
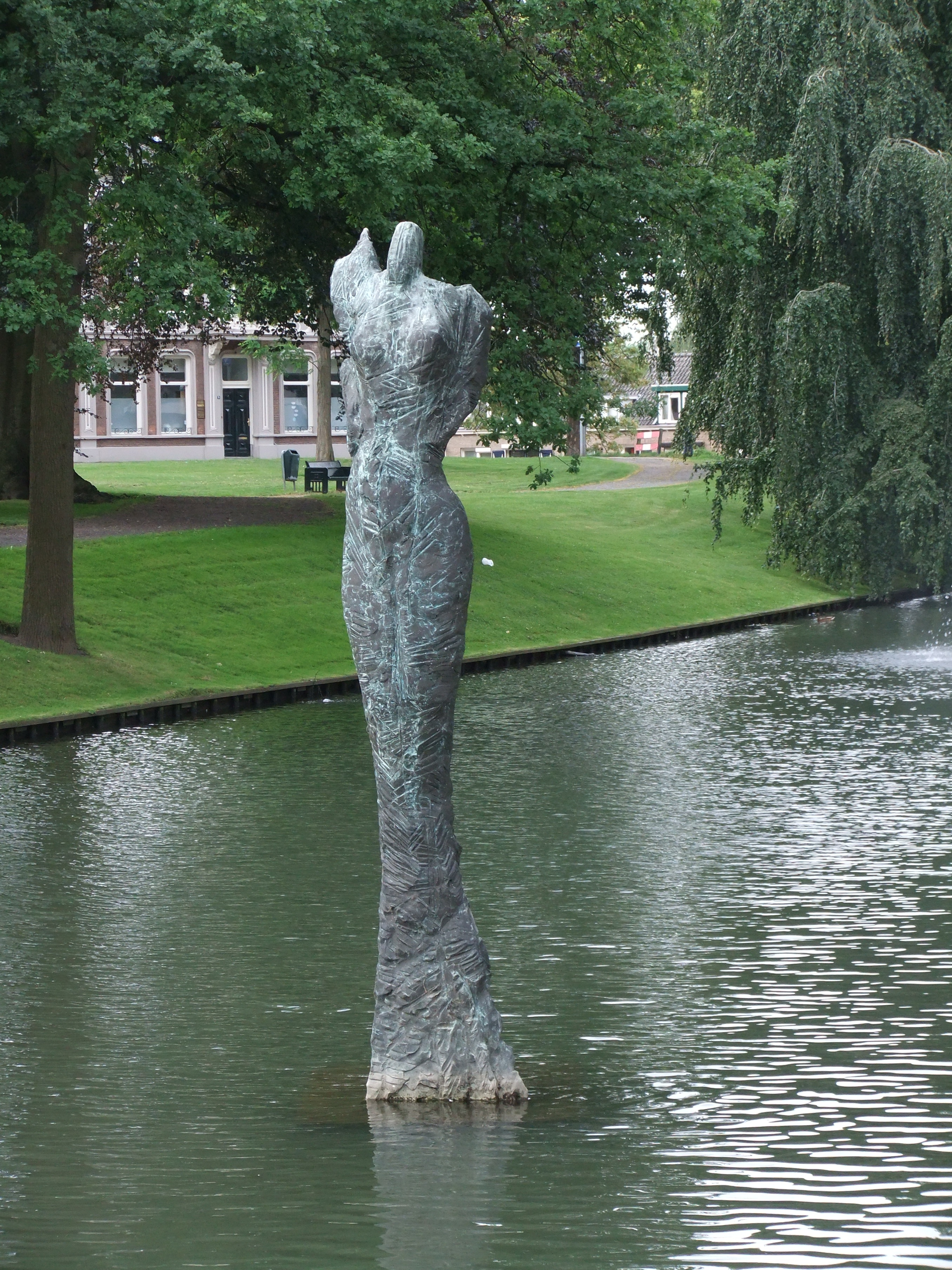
Isis (1987), Tiel
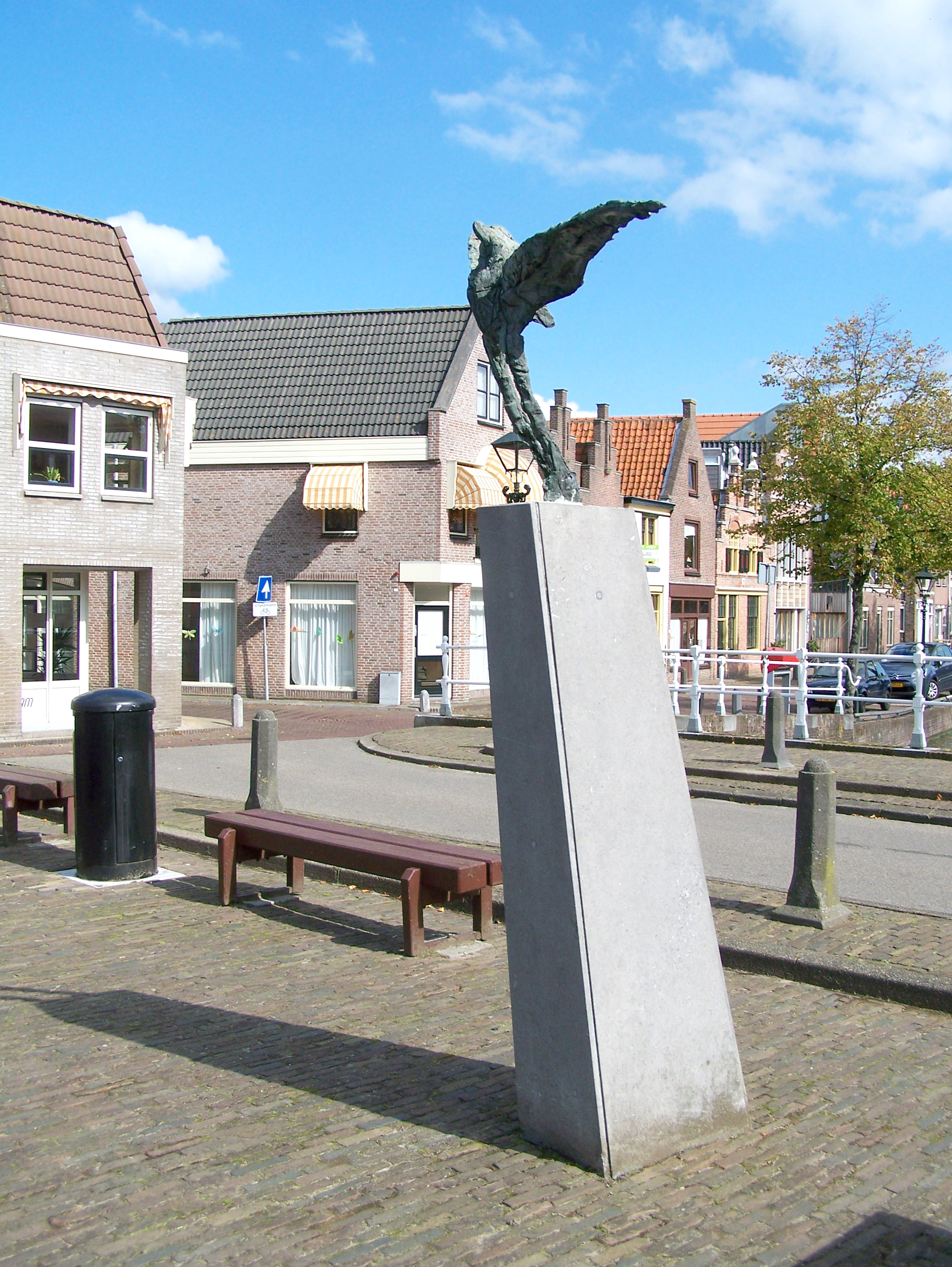
Mythische vogel (1987), Alkmaar
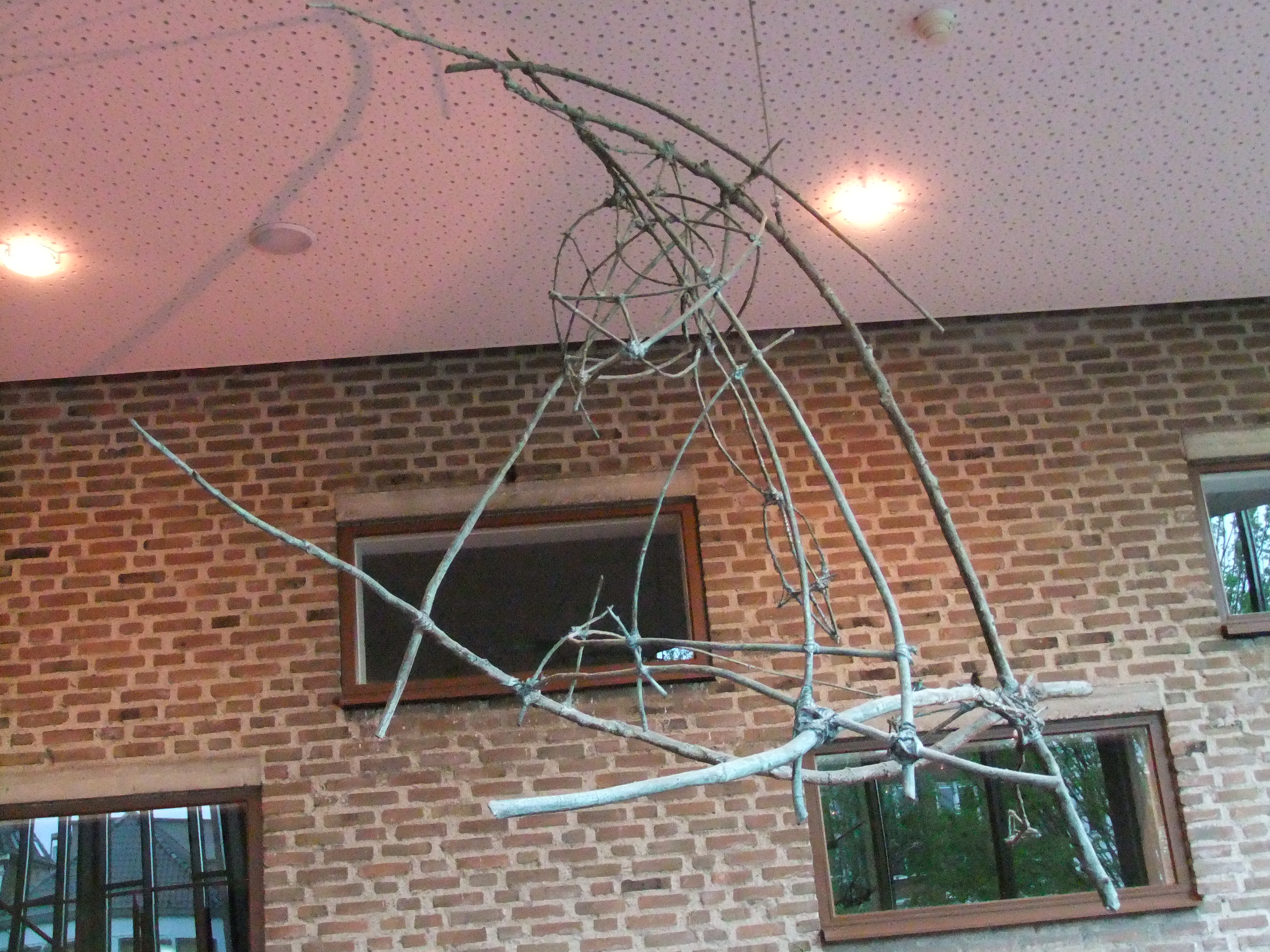
Voertuig van de geest (2001), Tiel

- Gemeinsame Normdatei: 1022820567
- International Standard Name Identifier: 0000 0003 9349 8823
- Library of Congress Control Number: n2023070312
- Nederlandse Thesaurus van Auteursnamen: 073397806
- RKD-Nederlands Instituut voor Kunstgeschiedenis: 2449
- Union List of Artist Names: 500582854
- Virtual International Authority File: 287805371
- WorldCat: E39PBJcRbbFV3dxRvRJ3yG9bh3